# I Capuleti e i Montecchi
I Capuleti e i Montecchi, tragedia lirica in due atti, è un'opera di Vincenzo Bellini su libretto di Felice Romani.

## Storia della composizione
Il libretto costituisce un adattamento di un precedente lavoro di Romani, scritto per l'opera Giulietta e Romeo di Nicola Vaccaj. Esso era basato su di una tragedia di Luigi Scevola, tratta da Romeo e Giulietta di Shakespeare. Bellini fu convinto a comporre l'opera per la stagione 1830 del carnevale di Venezia del teatro la Fenice, con solo un mese e mezzo di tempo, tra la fine di gennaio ed i primi di marzo del 1830, ragion per cui egli dovette attingere a piene mani a motivi della sua Zaira, che era stata composta l'anno precedente ed era andata in scena con un netto insuccesso. La romanza di Giulietta Oh! quante volte, oh quante!, il brano più famoso dell'opera, fu invece ricavata dalla sua prima opera, Adelson e Salvini. In tutti questi casi, tuttavia, Bellini non si limitò a riciclare la vecchia musica, bensì la sottopose ad un'accurata rielaborazione, per adattarla ai personaggi, ai versi ed agli interpreti, al punto che di alcuni brani non è facile riconoscere ad orecchio la fonte.
Come in Zaira, la coppia dei protagonisti è affidata a due voci femminili. La scelta del mezzosoprano en travesti per la parte di Romeo è quanto mai appropriata alla rappresentazione di un amore adolescenziale. È semmai interessante come l'amore tra fratello e sorella in Zaira, spesso con la musica relativa, si converta senza difficoltà in quello tra i due innamorati di Verona.
Nell'arco della parabola creativa belliniana I Capuleti e i Montecchi segna il punto di massima canonizzazione delle macrostrutture e microstrutture operistiche. La successione dei numeri musicali, la loro articolazione interna, così come la struttura del periodo musicale, concedono poco all'imprevisto, ma al tempo stesso mostrano un equilibrio maggiore che nelle precedenti partiture. Certo si tratta di una soluzione dettata anche dalla fretta, ma resta il fatto che con quest'opera Bellini sembra gettare le fondamenta su cui si svilupperà la ricerca formale dei capolavori successivi.
Secondo l'autografo e le prime edizione a stampa essa era dedicata ai Catanesi, citando testualmente: "Ai Catanesi, che il lontano Concittadino nel musicale arringo sudante d'onorevoli dimostrazioni liberali confortavano. Quest'Opera, sulle venete scene fortunata pegno di grato animo e di fraterno affetto Consacra, Vincenzo Bellini".
Alla sua prima rappresentazione, l'11 marzo 1830 al teatro La Fenice, I Capuleti e i Montecchi ebbe un immediato ed indiscusso successo, ma fu replicata solo otto volte prima della chiusura della stagione il 21 marzo. Molto rapidamente l'opera venne messa in scena in tutta Italia, con circa trenta differenti produzioni fino al 1835, continuando ad essere rappresentata regolarmente fino alla fine degli anni '60 dell'Ottocento
Negli ultimi anni I Capuleti e i Montecchi è stata allestita spesso nei teatri italiani, anche in virtù di una scrittura vocale non trascendentale e di una drammaturgia semplice ma efficace, basata su una trama di sicura presa. In precedenza, tuttavia, essa dovette soffrire di ogni genere di stravolgimenti. Per tutto il corso dell'Ottocento, seguendo l'esempio dato da Maria Malibran, il tenero e commovente duetto finale composto da Bellini - libero da vincoli formali ma reo di non concedere abbastanza all'esibizione vocale - venne sistematicamente sostituito dal convenzionale finale dell'opera di Vaccaj. Nel XX secolo la parte di Romeo fu a lungo affidata alla voce di tenore, come nell'incisione diretta da Claudio Abbado nel 1966, nella quale il celebre direttore d'orchestra alterò anche la strumentazione e l'armonia. Una versione filologicamente corretta è l'incisione discografica diretta da Riccardo Muti nel 1984, con Agnes Baltsa nel ruolo di Romeo ed Edita Gruberová nella parte di Giulietta.

## Trama
L'azione ha luogo a Verona nel XIII secolo.

### Atto I
Scena prima. In una galleria di palazzo Capuleti. La città di Verona è dilaniata da lotte civili. I partigiani della famiglia Capuleti (i "Guelfi") si oppongono a quelli della famiglia Montecchi (i "Ghibellini"). Temendo un attacco, Capellio ha chiamato i suoi per esortarli a continuare la lotta e li informa che Romeo, il capo dei Montecchi, sta per mandare un messo con proposte di pace. Capellio odia Romeo, che ha recentemente ucciso suo figlio. Lorenzo consiglia a tutti di dare ascolto all'ambasciata. Tebaldo, invece, giura vendetta con il sangue di Romeo. Capellio offre allora a Tebaldo sua figlia Giulietta in sposa; le nozze sono fissate per la sera stessa. Conoscendo l'amore segreto tra Romeo e Giulietta, Lorenzo sconsiglia il matrimonio perché Giulietta è malata. Romeo, conosciuto dai Capuleti solo di nome, arriva come messo per discutere di pace, proponendo di suggellarla sposandosi con Giulietta. Capellio rifiuta e promette di continuare nelle lotte, mentre Romeo viene a sapere del fidanzamento di Giulietta con Tebaldo. 
Scena seconda. Una stanza nell'appartamento di Giulietta. Giulietta viene informata della decisione del padre e chiama tristemente il suo amato Romeo. Lorenzo e Romeo entrano nella stanza di Giulietta attraverso una porta segreta. Romeo abbraccia Giulietta e la esorta a scappare con lui, ma la ragazza si rifiuta per dovere di obbedienza verso suo padre.
Scena terza. Un cortile nel palazzo di Capellio. I Guelfi celebrano le imminenti nozze di Giulietta e Tebaldo. Romeo, travestito da guelfo, confida a Lorenzo che ci sono mille ghibellini armati fuori città che si preparano all'attacco. Lorenzo lo esorta inutilmente a desistere dai suoi piani. Inizia l'attacco. Durante la confusione, Romeo corre a unirsi ai suoi uomini. Giulietta entra in abito da sposa. Romeo la raggiunge e la esorta a seguirlo. Capellio e Tebaldo arrivano alla testa dei Guelfi e riconoscono in Romeo il messo di prima. Romeo si rivela e scappa con l'aiuto dei Ghibellini.

### Atto II
Scena prima. Un appartamento del palazzo di Capellio. Giulietta è in ansia. Lorenzo le dice che Romeo è al sicuro; tuttavia, il matrimonio con Tebaldo sarà celebrato l'indomani. Lorenzo escogita uno stratagemma: consiglia a Giulietta di prendere una pozione che produrrà una condizione simile alla morte. Giulietta afferra subito la pozione e la beve. Capellio entra e le ordina di ritirarsi e di prepararsi per il matrimonio. Giulietta lo implora di abbracciarla. Turbato, Capellio inizia a provare rimorso. Nutrendo dei sospetti su Lorenzo, manda a chiamare Tebaldo e gli ordina di prendere in custodia Lorenzo.
Scena seconda. Un luogo deserto vicino al palazzo di Capellio. Allarmato dalla mancanza di notizie, Romeo cerca Lorenzo, ma si imbatte in Tebaldo che lo sfida a duello. Proprio mentre stanno per iniziare il combattimento, vengono colti di sorpresa da una musica da funerale: si tratta del corteo funebre alla tomba di Giulietta. Entrambi sopraffatti dal dolore, Romeo e Tebaldo rinunciano a battersi.
Scena terza Presso le tombe dei Capuleti. Guidati da Romeo, i Ghibellini arrivano in lutto. Romeo ordina l'apertura della tomba di Giulietta per dirle addio, poi prende un veleno. Giulietta si sveglia e chiama Romeo. Lo vede ai piedi del sepolcro, credendo che sia lì per ordine di Lorenzo. Presto si rende conto della verità quando Romeo le dice che ha preso del veleno. Si abbracciano. Romeo muore e Giuletta cade morta sul suo corpo. I Guelfi e i Ghibellini si precipitano a contemplare la tragica scena. Capellio si maledice per le conseguenze dell'odio tra le due fazioni.

## Cast della prima assoluta
| Ruolo     | Registro vocale            | Interprete                |
| --------- | -------------------------- | ------------------------- |
| Romeo     | mezzosoprano (in travesti) | Giuditta Grisi            |
| Giulietta | soprano                    | Rosalbina Carradori Allan |
| Tebaldo   | tenore                     | Lorenzo Bonfigli          |
| Lorenzo   | basso                      | Ranieri Pocchini          |
| Capellio  | basso                      | Gaetano Antoldi           |

## Brani famosi
- È serbata a questo acciaro, cavatina di Tebaldo (atto I)
- Se Romeo t'uccise un figlio....La tremenda ultrice spada, cavatina e cabaletta di Romeo (atto I)
- Eccomi in lieta vesta ... Oh! quante volte, oh quante!, romanza di Giulietta (atto I)
- Se ogni speme è a noi rapita, stretta del Finale Primo (atto I)
- Deh tu, deh tu bell'anima!, romanza di Romeo (atto II)

## Numeri musicali
- Sinfonia

### Atto I
- 1 Introduzione Aggiorna appena (Coro)
- 2 Scena e cavatina È serbata a questo acciaro (Tebaldo, Coro)
- 3 Scena e cavatina Se Romeo t'uccise un figlio (Romeo, Coro)
- 4 Scena e romanza Oh quante volte, oh quante (Giulietta)
- 5 Duetto Sì, fuggire, a noi non resta (Romeo, Giulietta)
- 6 Coro Lieta notte avventurosa
- 7 Finale Primo Deh per pietà, t'arresta (Lorenzo, Romeo, Coro, Giulietta, Tebaldo, Capellio)

### Atto II
- 8 Introduzione, scena ed aria Morte io non temo (Giulietta, Coro)
- 9 Scena e duetto Stolto! Ad un sol mio grido (Tebaldo, Romeo, Coro)
- 10 Finale secondo Siam giunti (Coro, Romeo, Giulietta, Capellio, Lorenzo)
- 11 Serenata

## Incisioni discografiche
| Anno | Cast (Giulietta, Romeo, Tebaldo, Capellio, Lorenzo)                                       | Direttore        | Etichetta           |
| ---- | ----------------------------------------------------------------------------------------- | ---------------- | ------------------- |
| 1958 | Antonietta Pastori, Fiorenza Cossotto, Renato Gavarini, Vittorio Tatozzi, Ivo Vinco       | Lorin Maazel     | Opera D'Oro         |
| 1966 | Margherita Rinaldi, Giacomo Aragall, Luciano Pavarotti, Nicola Zaccaria, Walter Monachesi | Claudio Abbado   | Opera D'Oro         |
| 1968 | Renata Scotto, Giacomo Aragall, Luciano Pavarotti, Agostino Ferrin, Alfredo Giacomotti    | Claudio Abbado   | CD Arkadia          |
| 1973 | Katia Ricciarelli, Veriano Luchetti, Giorgio Merighi, Bruno Marangoni, Walter Monachesi   | Piero Bellugi    | Mondo Musica        |
| 1975 | Beverly Sills, Janet Baker, Nicolai Gedda, Robert Lloyd, Raimund Henrickx                 | Giuseppe Patanè  | EMI                 |
| 1984 | Edita Gruberová, Agnes Baltsa, Dano Raffanti, Gwynne Howell, John Tomlinson               | Riccardo Muti    | EMI                 |
| 1991 | Katia Ricciarelli, Diana Montague, Dano Raffanti, Marcello Lippi, Antonio Salvadori       | Bruno Campanella | CD Nuova ERA        |
| 1997 | Eva Mei, Veselina Kasarova, Ramón Vargas, Umberto Chiummo, Simone Alberghini              | Roberto Abbado   | RCA                 |
| 1998 | Hei-Kyung Hong, Jennifer Larmore, Paul Groves, Raymond Aceto, Robert Lloyd                | Donald Runnicles | Teldec              |
| 2008 | Anna Netrebko, Elīna Garanča, Joseph Calleja, Tiziano Bracci, Robert Gleadow              | Fabio Luisi      | Deutsche Grammophon |
| 2014 | Valentina Farcas, Vivica Genaux, Davide Giusti, Ugo Guagliardo, Fabrizio Beggi            | Fabio Biondi     | Glossamusic         |